# 小行星9416
小行星9416（英語：9416）是一颗围绕太阳公转的小行星。1995年11月17日，小林隆男在大泉天文台发现了此天体。
这颗小行星的绝对星等为102.88758等。